# Mistrzowie strongman: Rosja
Mistrzowie strongman: Rosja (ros. Самый сильный человек России, Чемпионат России по силовому экстриму) – doroczne, indywidualne zawody siłaczy, organizowane w Rosji.

## Mistrzowie
| Rok  | Mistrz               | Wicemistrz           | Drugi Wicemistrz      |
| ---- | -------------------- | -------------------- | --------------------- |
| 1997 | Aleksander Matwiejew | nieznany             | nieznany              |
| 1998 | Władimir Turczyński  | Aleksander Matwiejew | nieznany              |
| 2002 | Wiaczesław Maksiuta  | nieznany             | nieznany              |
| 2003 | Elbrus Nigmatullin   | nieznany             | nieznany              |
| 2004 | Igor Pedan           | Siergiej Flerko      | Elbrus Nigmatullin    |
| 2005 | Michaił Koklajew     | Elbrus Nigmatullin   | Igor Pedan            |
| 2006 | Michaił Koklajew     | Igor Pedan           | Jurij Fomin           |
| 2007 | Michaił Koklajew     | Aleksandr Kluszew    | Władimir Kaliniczenko |
| 2008 | Aleksandr Kluszew    | Michaił Koklajew     | Władimir Głuszko      |